# Bukowa (Beskid Śląski)
Bukowa (713 m n.p.m.) – masywna, porośnięta lasem góra w formie dość kształtnego stożka w Beskidzie Śląskim.
Nazwa pochodzi od bukowych lasów pokrywających stoki góry. Bukowa wznosi się w bocznym grzbiecie pasma Równicy, odgałęziającym się w Trzech Kopcach Wiślańskich i rozdzielającym doliny Wisły i Dobki. W grzbiecie tym kolejno znajdują się: Kamienny, Cyrhla i Bukowa. W kierunku północnym od Bukowej odbiega grzbiet ze szczytem Obłaziec. Bukowa osłania od północy miasto Wisłę i na jej południowych stokach wybudowano duży kompleks uzdrowiskowy. W jej stoki wcinają się 3 potoki, dwom nadano nazwę Pinkasówka i Potok Tokarski.
Na jednej z polan na stoku Bukowej w okresie kontrreformacji odbywały się tajne nabożeństwa, w których uczestniczyli miejscowi protestanci. Obecnie symboliczne nabożeństwo ewangelickie w tym „leśnym kościele” odbywa się raz w roku, w ostatnią niedzielę sierpnia.

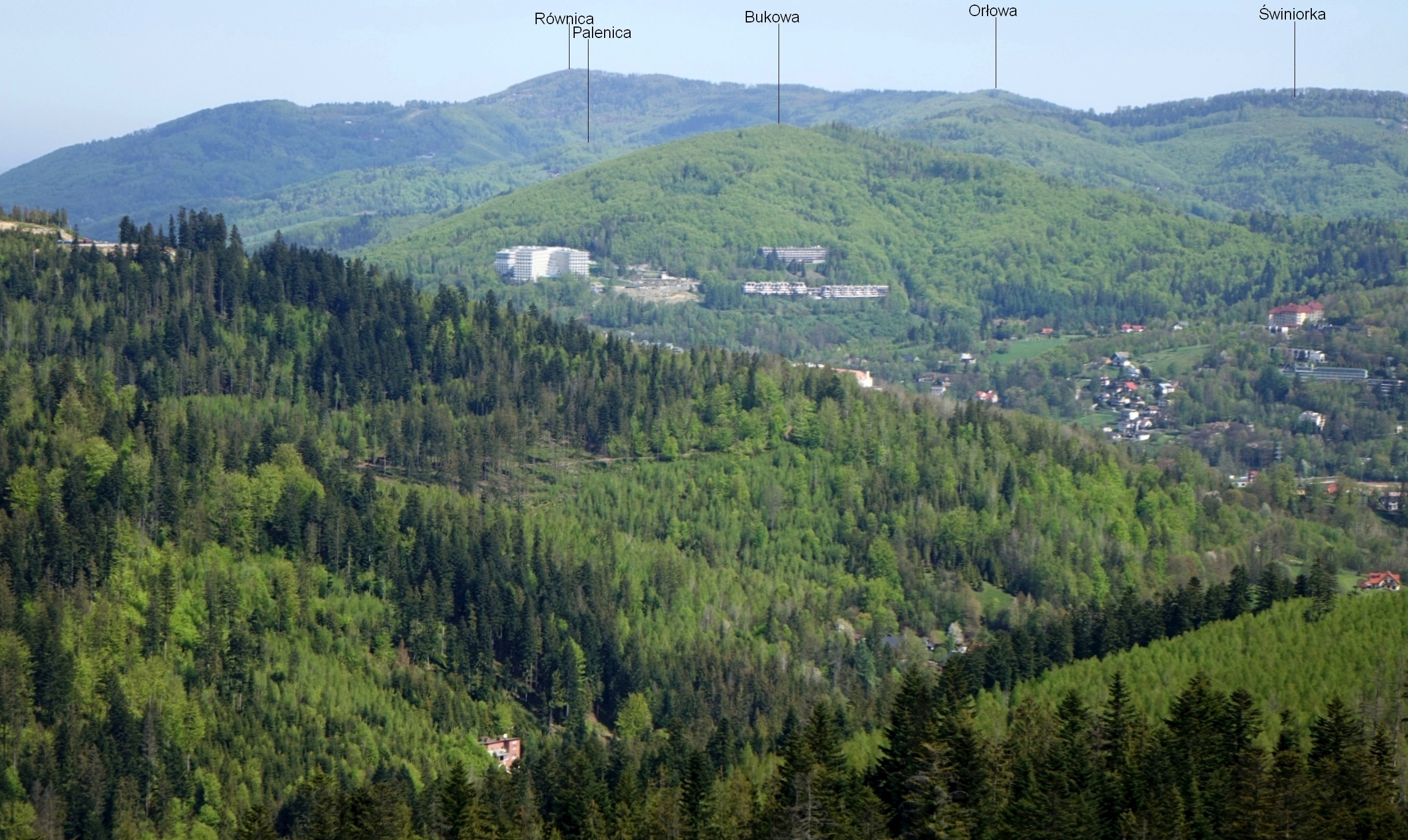
Widok z Krzakoskiej Skały
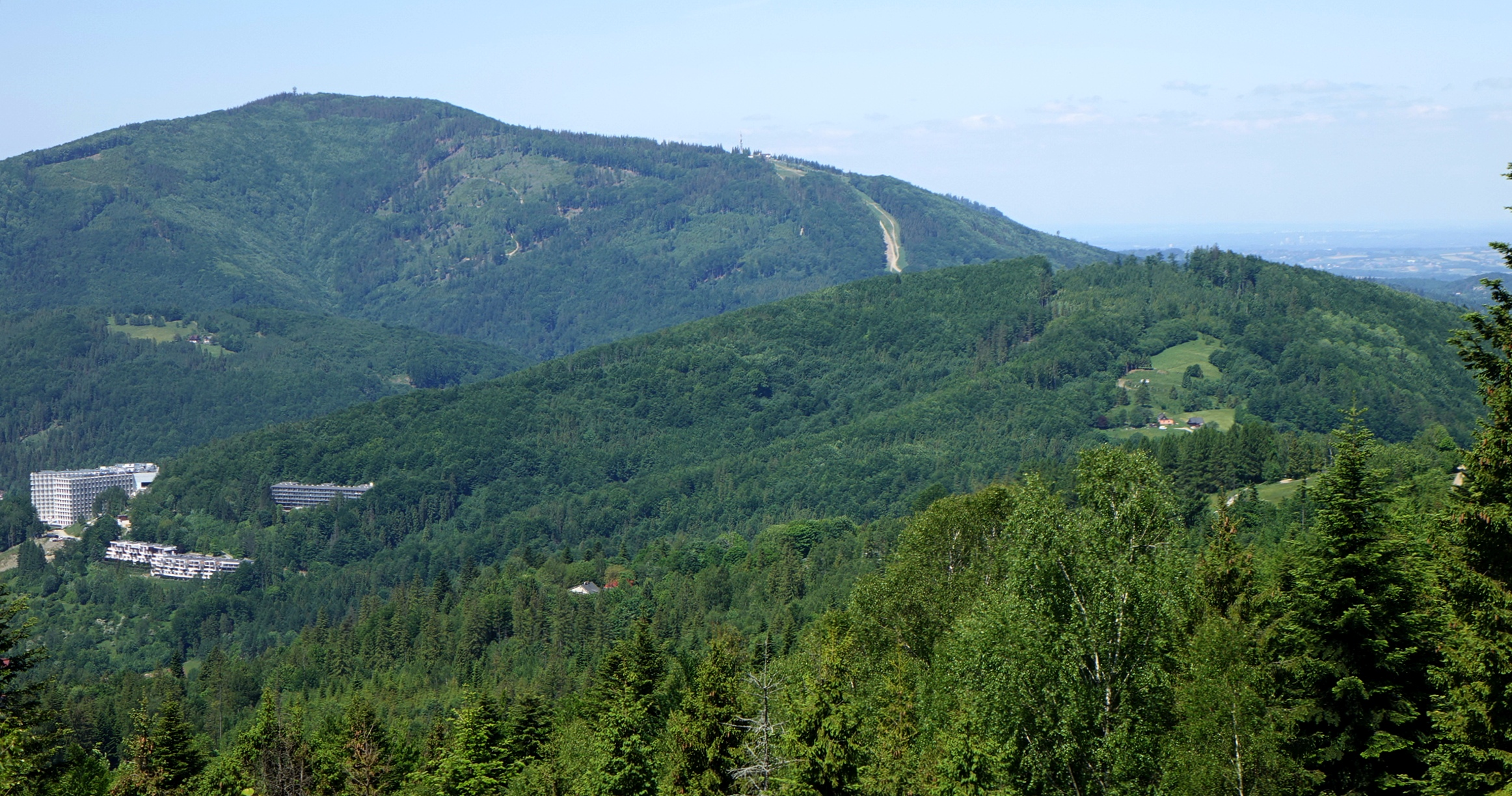
Wielka Czantoria i Bukowa. Widok z Kamiennego
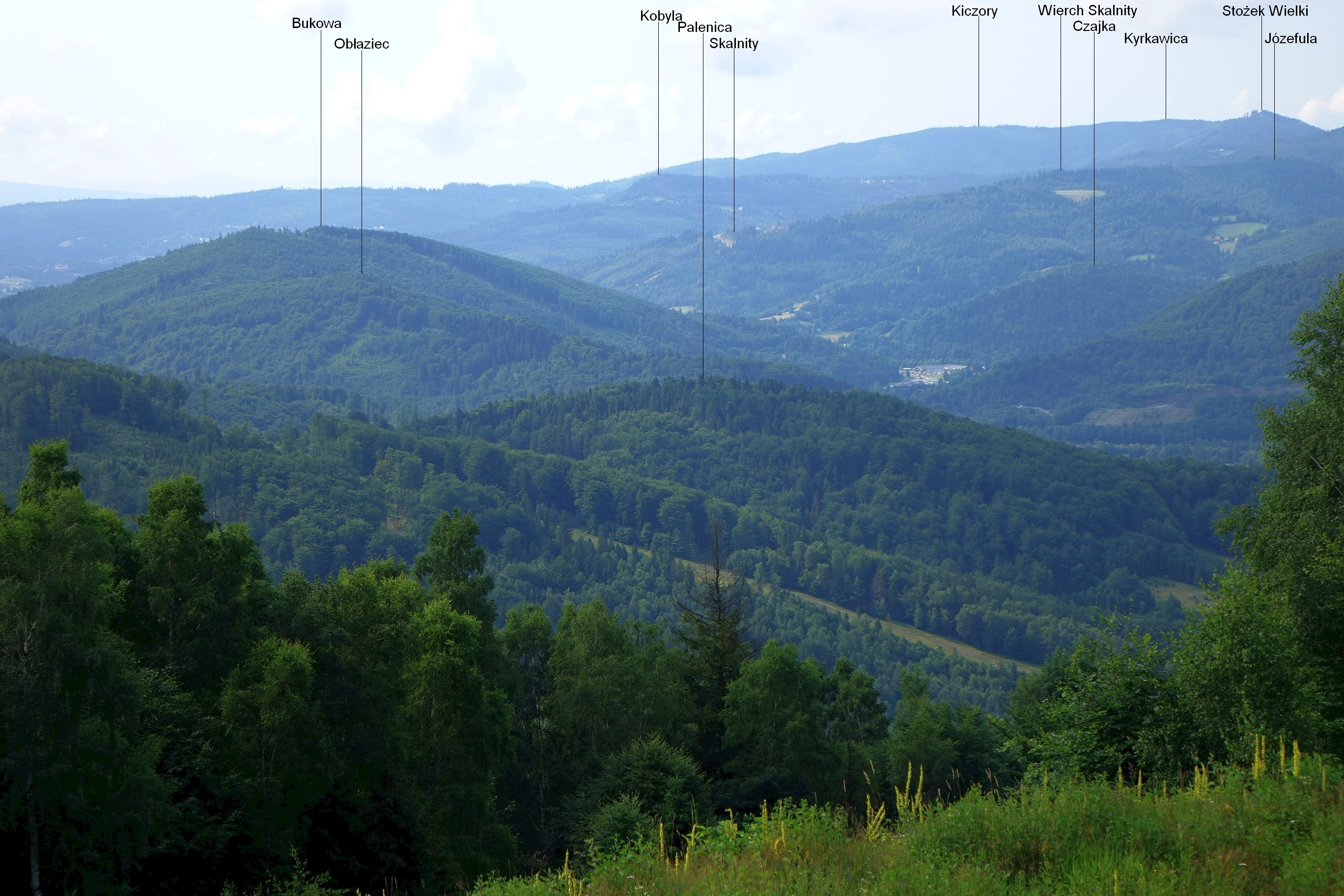
Widok z Równicy